# Брасюк, Гордей Иванович
Гордей Брасюк (укр. Гордій Брасюк) (2 января 1899, Лука, Житомирский уезд, Волынская губерния, Российская империя — 1944, Новотроицк, Джамбульская область) — советский и украинский прозаик и сценарист.

## Биография
Родился 2 января 1899 года в Луке. Отец, Иван Петрович — церковный староста, мать, Матрёна Васильевна — домохозяйка. Кроме него, у него было пятеро братьев и сестёр: Антонина, Ирина, Надежда, Пётр и Феля. Его старший брат Пётр получил высшее образование и занимал должность директора средней школы в Виннице, но 12 января 1938 года он был репрессирован и арестован по причине сведений о нецелесообразности русификации школ, за что был расстрелян 26 апреля 1938 года. После окончания церковно-приходской школы, Гордей начал литературную деятельность, написал ряд повестей, а позже написал сценарии для кинофильмов, но злой рок преследовал семью — теперь он сам подвёргся репрессиям, его неоднократно арестовывали и в конце отправили в ссылку в Джамбульскую область, где он и скончался в 1944 году.

## Литературная деятельность

### Произведения
- Беспутный
- В потоках
- Донна Анна
- За что!
- Непутёвые
- Сны и действительность
- Устинка

## Фильмография

### Сценарист
- 1928 — Беспризорные
- 1930 — Ветер с порогов